# Seigneurie de Toron
La seigneurie de Toron est un des fiefs du royaume de Jérusalem.

## Histoire
Toron (appelé aussi Tibnine, arabe: arabe : تبنين). C'est un château qui fut construit dans la principauté de Galilée en 1105 par Hugues de Saint-Omer. À la suite de sa mort la seigneurie de Toron releva directement du royaume de Jérusalem et fut indépendante de la principauté de Galilée. Le roi de Jérusalem, Baudouin Ier, le donna à Onfroy Ier de Toron, Le nom du château fut adopté par le nouveau seigneur comme patronyme et sa postérité après lui. Onfroy IV le donna au roi de Jérusalem contre la possibilité d'hériter de la seigneurie d'Outre-Jourdain. Il fut conquis par Saladin en 1187, puis repris par les Francs en 1229 et rendu aux héritiers de la famille de Toron.
Ahmed Sheir dit que les chevaliers teutoniques soutenus par l'empereur Frédéric II essayèrent d'ajouter Toron (Tibnin) à leur possession, Toron étant "une partie des possessions de Joscelin de Courtenay en 1120", qu'ils avaient achetées. Cependant, la Haute Cour du Royaume de Jérusalem imposa à l'empereur Frédéric II d'admettre les droits d'Alice d'Arménie, « étant la nièce de Humphrey IV et héritière du fief de Tibnīn. « En conséquence, le règne de la dynastie d'Humphrey Ier à Tibnīn fut rétabli par Alice en 1229. Dans la charte datée de novembre 1234, Alice de Tibnīn « Alis, princesses et dame de Toron », confirma la donation de 30 besants au monastère de Saint -Lazare, qui avait été accordé à ce monastère par Humphrey II de Tibnīn en 1151.491 On estime qu'Alice a régné sur Tibnīn jusqu'en 1239.
Cela plaça la seigneurie de Tibnine dans les mains du baron français Philippe de Montfort, qui arriva en Haute Galilée comme l'un des rares chevaliers à se rendre en Terre Sainte à la suite de la quatrième croisade, qui avait été initialement lancée sous la direction de Théobald de Champagne et avait fini par conquérir Constantinople. Montfort épousa Maria d'Antioche-Arménie, la dernière héritière de la famille Toron, et s'empara des richesses de Tebnine et de son château et imposa une taxe aux caravanes utilisant la source sous le château. C'est à partir de Tibnine que Philippe de Montfort envisagera les moyens de saisir Tyr des mains de Richard Filangieri, qui était le confident de Frédéric II.
Elle sera reprise par les Mamelouks en 1266.
Il ne reste que peu des vestiges de Toron des Chevaliers d’origine. Ce qu'on voit aujourd'hui ( l'enceinte flanquée d'ouvrages carrés et demi-circulaires ) est l'œuvre du pacha d’Acre au XVIIIe siècle, Dahir al-Umar (arabe : ظاهر آل عمر الزيداني), qui voulant se rendre indépendant, s'était révolté contre l'empire ottoman.

## Géographie
À 113 km de Beyrouth (Beirut), situé derrière Tyr et Acre, en bordure du Jourdain. Altitude : 870 m

## Féodalité
Suzerain : le prince de Galilée et de Tibérias
Vassaux :
- le seigneur de Castel-Neuf
- le seigneur de Thoron-Ahmud

## Liste des seigneurs
- 1105-v.1128 : Onfroy Ier de Toron
- v.1128-1179 : Onfroy II de Toron, fils du précédent
- 1179-1183 : Onfroy IV de Toron, petit-fils du précédent, fils d'Onfroy III, seigneur d'Outre-Jourdain, et d'Étiennette de Milly.
  - 1183-1187 : domaine royal
  - 1187-1229 : conquis par les musulmans
- 1229-???? : Marie d'Antioche, descendante d'une sœur d'Onfroy IV
  - 1240-1257 : Philippe de Montfort († 1270), marié à la précédente. En 1257, il cède Tyr à son fils aîné devenu majeur
- 1257-1266 : Jean de Montfort, fils des précédents, marié à Marguerite de Lusignan, sœur d'Hugues III, roi de Chypre.
  - 1266 : conquis par les Mamelouks

### Généalogie
```
Onfroy 
I
er
 de Toron

│
└──> 
Onfroy II de Toron
 († 1179)
     │
     └──> 
Onfroy III de Toron
 († 1173)
          X Etiennette de Plancy
          │
          ├──> 
Onfroy IV de Toron

          │    X 
Isabelle de Jérusalem
, reine de Jérusalem
          │
          └──> Isabelle de Toron
               X 
Roupen III d'Arménie
, 
prince des Montagnes
 († 1186)
               │
               └──> Alice d'Arménie
                    X 
Raymond IV d'Antioche
 
comte de Tripoli
 († 1199)
                    │
                    └──> 
Raymond-Roupen
, prince d'Antioche († 1221)
                         X Helvis de Lusignan
                         │
                         └──> 
Marie de Poitiers

                              X 
Philippe de Montfort
 († 1270), seigneur de Tyr
                              │
                              ├──> 
Jean de Montfort
, († 1283) seigneur de Toron et de Tyr
                              │    X Marguerite de Lusignan, sœur d'
Hugues III de Chypre

                              │
                              └──> 
Onfroy de Montfort
, († 1284), seigneur de Tyr et de Beyrouth
                                   X 
Echive d'Ibelin
, fille de 
Jean d'Ibelin
, 
seigneur de Beyrouth

                                   │
                                   └──> 
Rupen de Montfort
 († 1313), seigneur de Toron et de Tyr
                                        X Marie d'Ibelin, fille de 
Balian d'Ibelin
, sénéchal de Chypre 
                                        et d'Alice de 
Lampron

                                        │
                                        ├──> 
Onfroy de Montfort
 (1305 † 1326), connétable de Chypre
                                        │
                                        └──> 
Echive de Montfort

                                             X 
Pierre 
I
er
 de Chypre
```